# Классическая серия фильмов ужасов студии Universal
Классическая серия фильмов ужасов студии Universal, называемые также «Монстры Universal» — это множество фильмов ужасов, которые были сняты в 1930—1950-х годах и оказали значительное влияние на развитие жанрового кинематографа.

DVD-издание «Классической серии ужасов»

## История
В 1931 году студия «Universal» выпустила фильм ужасов «Дракула». Значительный коммерческий успех этого фильма дал продюсерам студии уверенность, что они нашли формулу успеха и тему чудовищ следует продолжать. Кроме того, этот фильм стал тем фильмом, который спас студию «Universal Pictures» от разорения (ибо на тот момент финансовое состояние киностудии сильно пошатнулось).. А Бела Лугоши, который исполнил роль Дракулы, стал лицом студии. Успех «Дракулы» закрепил фильм «Франкенштейн», в котором роль монстра сыграл Борис Карлофф, Бела Лугоши же отказался от этой роли. В 1932 году Лугоши и Роберт Флори создали фильм «Убийство на улице Морг» по мотивам одноимённого рассказа Эдгара Аллана По и тем самым продолжили свою совместную работу, неосуществившуюся во «Франкенштейне». Фильм имел не такой бурный успех как у «Дракулы» или «Франкенштейна», но определил Лугоши как жанрового актёра.
Следующими фильмами, на сегодняшний день ставшими классикой фильмов ужасов, стали «Мумия» и «Человек-невидимка», главные роли в которых сыграли Борис Карлофф и Клод Рейнс. В 1934 году студия «Universal» пошла на коммерческий шаг, соединив в одном фильме с бюджетом в 95 тысяч долларов двух прославленных актёров — Лугоши и Карлоффа. Этим фильмом стал «Чёрный кот», фильм не имеет ничего общего с одноимённым рассказом Эдгара Аллана По. Показ фильма сопровождался большой раскруткой и, в итоге, картина принесла создателям хорошие деньги.
В 1935 году выходит продолжение «Франкенштейна» «Невеста Франкенштейна». Фильм имел огромный по тем временам бюджет — четыреста тысяч долларов, однако картина всё равно окупилась. В этом же году появился фильм «Лондонский оборотень», однако тема оборотней стала популярной только с цикла о Человеке-волке. Также в этом году вышел фильм «Ворон», в котором опять вместе сыграли Лугоши и Карлофф.
В 1936 году финансовое состояние киностудии опять пошатнулось. В итоге у студии появились новые главные продюсеры (вместо Леммле), а название студии было сменено на «New Universal», однако вскоре было восстановлено старое. Первыми фильмами с новыми продюсерами стали «Невидимый луч» и «Дочь Дракулы». После этого производство фильмов ужасов сократилось из-за фашистских режимов некоторых стран континентальной Европы. Однако в 1938 были повторно выпущены «Дракула» и «Франкенштейн», которые всё же принесли неплохую прибыль. Затем последовал фильм «Сын Франкенштейна», вышедший в январе 1939 года. Вскоре Universal Pictures покупает права на серию фильмов о приключениях Шерлока Холмса с участием Бэйзила Рэтбоуна и Найджела Брюса у киностудии «XX-й век Фокс», в фильмы этой серии создателями тоже была привнесена немалая толика ужаса. В это время у киностудии появляется новая знаменитость — Лон Чейни младший. Последним в серии фильмом ужасов стал «Дом Дракулы», после которого последовали пародийные комедии на упоминавшиеся фильмы с участием персонажей Эббота и Костелло.
В результате этого периода, получившего название «Классическая серия фильмов ужасов студии «Universal»», появилась целая серия классических фильмов ужасов, которые часто называют «Монстры Universal» — к Дракуле присоединились чудовище Франкенштейна, Мумия, Человек-невидимка, несколько позже Человек-Волк и значительно позже — Тварь из Чёрной Лагуны.
Для каждого из них затем были поставлены несколько прямых или косвенных продолжений. Некоторые продолжения были связаны с предыдущими фильмами лишь ассоциативно.
Когда тема отдельного чудовища казалась исчерпанной, ставились не претендующие на художественное значение трэш-фильмы, в сюжетах которых чудовища встречались друг с другом. Практически закрыли тему пародийные ужастики, в которых комики Бад Эббот и Лу Костелло высмеивали навязшие в зубах штампы фильмов о чудовищах.

## Список фильмов по циклам

### Дракула
- Дракула (Dracula, 1931)

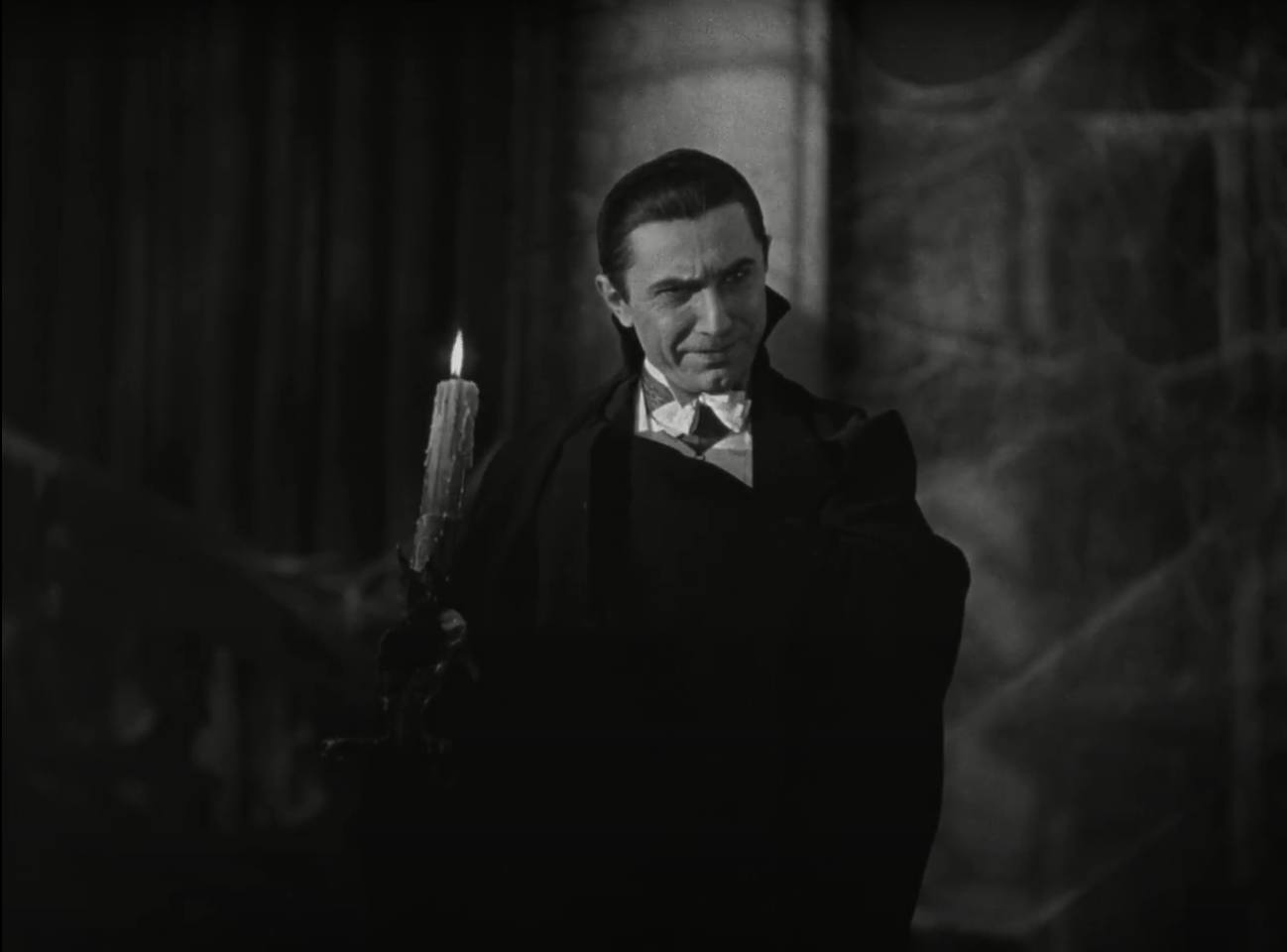
Бела Лугоши в роли Дракулы

  - Дочь Дракулы (Dracula’s Daughter, 1936)
  - Сын Дракулы (Son of Dracula, 1943)
  - Дом Дракулы (House of Dracula, 1945)

### Франкенштейн
- Франкенштейн (Frankenstein, 1931)

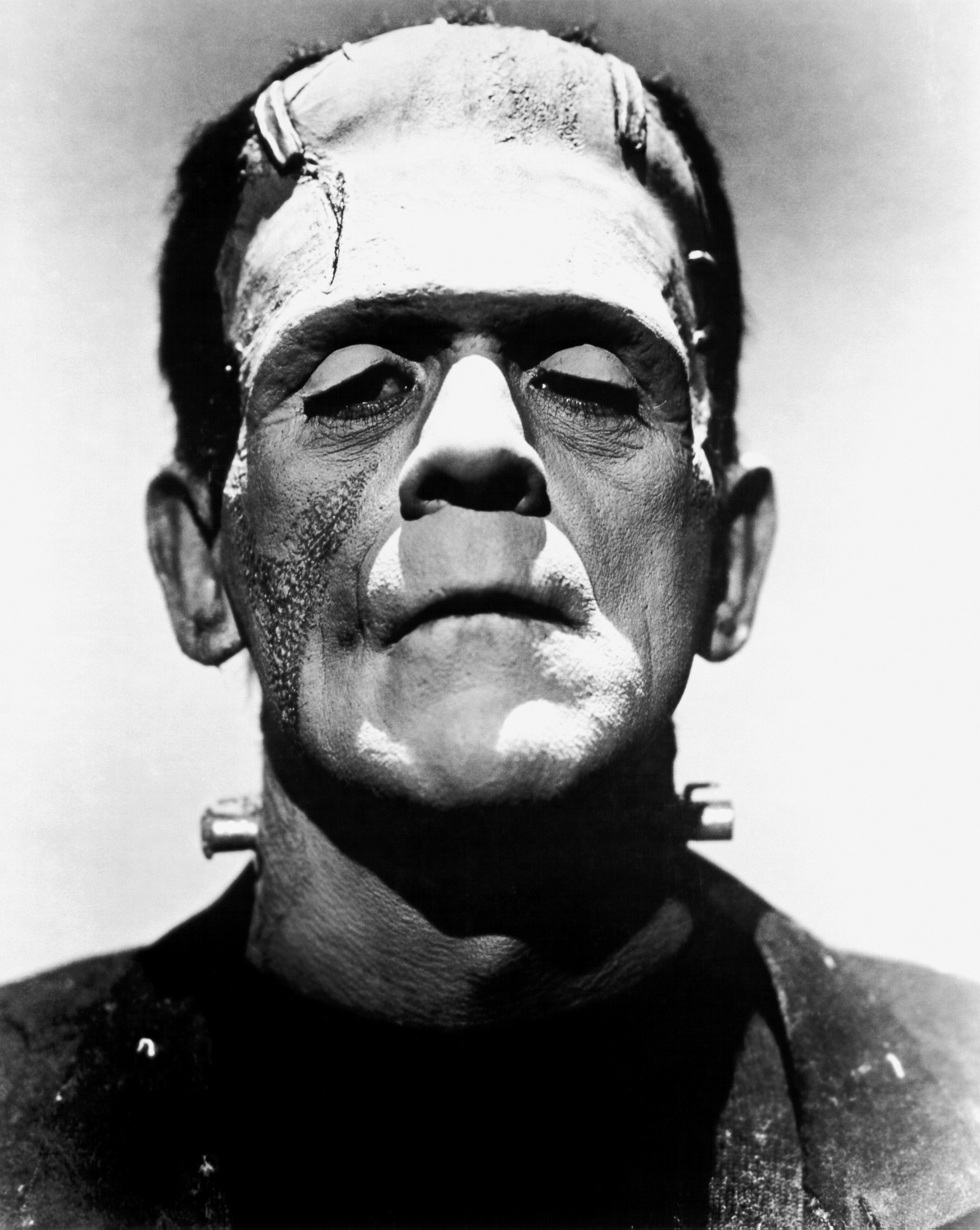
Борис Карлофф в роли монстра Франкенштейна (1931)

  - Невеста Франкенштейна (Bride of Frankenstein, 1935)
  - Сын Франкенштейна (Son of Frankenstein, 1939)
  - Призрак Франкенштейна (The Ghost of Frankenstein, 1942)
  - Франкенштейн встречает человека-волка (Frankenstein Meets the Wolf Man, 1943)
  - Дом Франкенштейна (House of Frankenstein, 1944)
  - Эбботт и Костелло встречают Франкенштейна (Abbott and Costello Meet Frankenstein, 1948)

### Мумия
- Мумия (The Mummy, 1932)

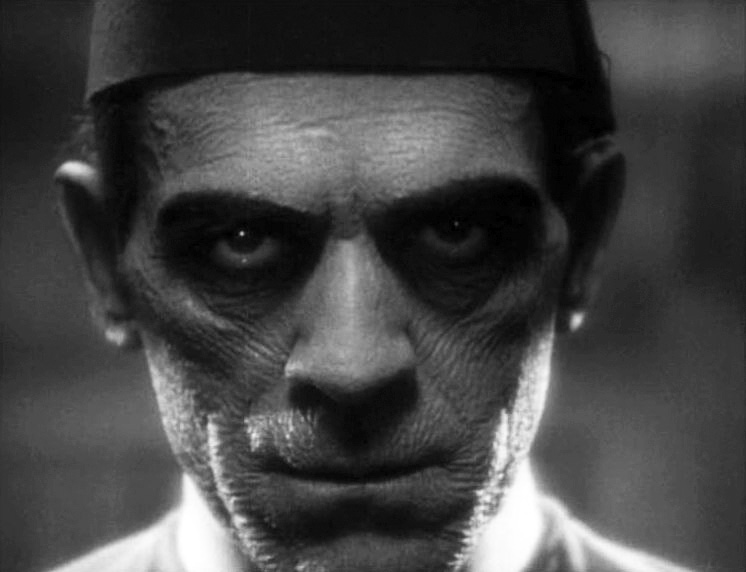
Борис Карлофф в образе мумии-Имхотепа

  - Рука мумии (The Mummy’s Hand, 1940)
  - Гробница мумии (The Mummy’s Tomb, 1942)
  - Призрак мумии (The Mummy’s Ghost, 1944)
  - Проклятие мумии (The Mummy’s Curse, 1944)
  - Эбботт и Костелло встречают мумию (Abbott and Costello Meet the Mummy, 1955)

### Человек-невидимка
- Человек-невидимка (The Invisible Man, 1933)
  - Возвращение человека-невидимки (The Invisible Man Returns, 1940)
  - Девушка-невидимка (The Invisible Woman, 1940)
  - Агент-невидимка (Invisible Agent, 1942)
  - Месть человека-невидимки (The Invisible Man’s Revenge, 1944)
  - Эбботт и Костелло встречают человека-невидимку (Abbott and Costello Meet the Invisible Man, 1951)

### Человек-волк
- Человек-волк (The Wolf Man, 1941)
  - Франкенштейн встречает человека-волка (Frankenstein Meets the Wolf Man, 1943)
  - Дом Франкенштейна (House of Frankenstein, 1944)
  - Дом Дракулы (House of Dracula, 1945)
  - Эббот и Костелло встречают Франкенштейна (Abbott and Costello Meet Frankenstein, 1948)

### Тварь из Чёрной Лагуны

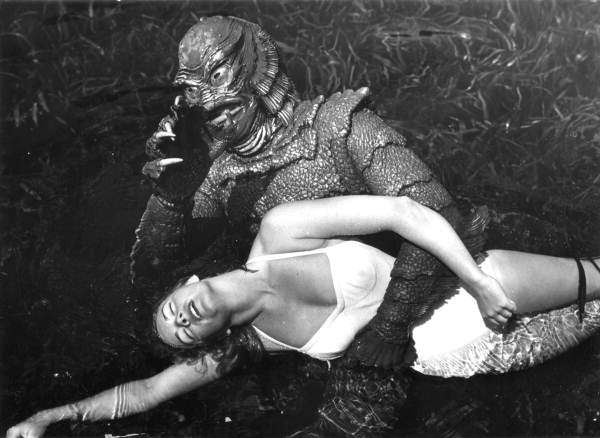
«Тварь из Чёрной Лагуны» (1954)

- Тварь из Чёрной Лагуны (The Creature from the Black Lagoon, 1954)
  - Месть твари (Revenge of the Creature, 1955)
  - Тварь ходит среди нас (The Creature Walks Among Us, 1956)

## Другие важные фильмы
- «Горбун из Нотр-Дама» (The Hunchback of Notre Dame, 1923)
- «Призрак Оперы» (The Phantom of the Opera, 1925)
- «Убийство на улице Морг» (Murders in the Rue Morgue, 1932)
- «Старый тёмный дом» (The Old Dark House, 1932)
- «Чёрный кот» (The Black Cat, 1934)
- «Лондонский оборотень» (Werewolf of London, 1935)
- «Ворон» (The Raven, 1935)
- «Невидимый луч» (The Invisible Ray, 1936)
- «Башня смерти» (Tower of London, 1939)
- «Призрак оперы» (Phantom of the Opera, 1943)
- «Дикая пленница» (Captive Wild Woman, 1943)
- «Культ кобры» (Cult of the Cobra, 1955)
- «Тарантул» (Tarantula, 1955)
- «Этот остров Земля» (This Island Earth, 1955)

## Значение и влияние
- Фильмы ужасов отражали и эксплуатировали распространённые страхи и фобии массового сознания. Образы, созданные ими, в большинстве оказались чрезвычайно устойчивыми. Все они впоследствии неоднократно воспроизводились в произведениях различных направлений и жанров, зачастую переосмысливались, адаптируясь к новым реалиям.
- Студии-конкуренты, повторяя опробованные этим циклом рецепты «фильмов про чудовищ», выпустили несколько значительных картин, некоторые из которых оказались чрезвычайно удачными, и по качеству постановки превосходили фильмы «Universal» — например, «Доктор Джекил и мистер Хайд» (1931) студии Paramount Pictures (позже куплена MGM) получил премию «Оскар»[2]., Уорнер Бразерс — «Террор» (1928), «Семь ступней к сатане» (1929), «Дом Ужасов» (1929), «Свенгали» (1931), «Безумный гений» (1931), «Доктор Икс» (1932) и «Тайна музея восковых фигур» (1933), MGM — «Сделка вслепую» (1922), «Лондон после полуночи» (1927), «Неизвестный» (1927) и «Уродцы» (1932).
- По мотивам сюжетов фильмов классической серии фильмов ужасов студии Universal в 1950—1970-х годах была поставлена классическая серия фильмов ужасов студии Hammer.
- Именно данная серия создала запоминающийся образ Дракулы — человек в чёрном плаще со стоящим воротником (стоит сказать, что красная подкладка и клыки появилась в фильмах студии «Hammer») и зализанными назад волосами, а также образ высокого, неуклюжего, с деформированной головой монстра Франкенштейна.
- В октября 2022 года вышел телевизионный спецвыпуск «Ночной оборотень», входящий в Кинематографическую вселенную Marvel. Особенностями трейлера стали черно-белое изображение и наличие других элементов, напоминающих классическую серию фильмов ужасов студии Universal[3][4][5]. Райан Лестон из IGN дал спецвыпуску 9 баллов из 10 и написал, что это была «чудесная дань уважения классическим фильмам о монстрах от Universal»[6].